# Euphorbia paulianii
Euphorbia paulianii är en törelväxtart som beskrevs av Eugène Ursch och Jacques Désiré Leandri. Euphorbia paulianii ingår i släktet törlar, och familjen törelväxter. IUCN kategoriserar arten globalt som sårbar. Inga underarter finns listade i Catalogue of Life.